# Аксёниха (Московская область)
Аксёниха — деревня в Клинском районе Московской области России.
Относится к сельскому поселению Петровское, до муниципальной реформы 2006 года относилась к Петровскому сельскому округу. Население — 13 чел. (2010).

## Население
| 1852 | 1859 | 1890 | 1926 | 2002 | 2006 | 2010 |
| ---- | ---- | ---- | ---- | ---- | ---- | ---- |
| 186  | ↗197 | ↗198 | ↗213 | ↘3   | ↘2   | ↗13  |

## Расположение
Находится примерно в 24 км к юго-западу от города Клина, на автодороге, соединяющей Р107 (Клин — Лотошино) и Московское большое кольцо А108. В деревне одна улица — Московская.
Связана автобусным сообщением с районным центром, посёлком Нудоль и платформой «Новопетровской» Рижского направления Московской железной дороги. Ближайшие населённые пункты — деревни Ногово, Спасское и Ивановское. Рядом протекает река Локнаш (бассейн Иваньковского водохранилища).

## Исторические сведения
В писцовой книге Рузского уезда 1567—1569 гг. упоминается как деревня Оксеново.
В «Списке населённых мест» 1862 года Аксениха — казённая деревня 1-го стана Клинского уезда Московской губернии по левую сторону Волоколамского тракта, в 28 верстах от уездного города, при колодцах, с 37 дворами и 197 жителями (94 мужчины, 103 женщины).
По данным на 1890 год входила в состав Петровской волости Клинского уезда, число душ составляло 198 человек.
В 1913 году — 35 дворов.
По материалам Всесоюзной переписи населения 1926 года — деревня Спасского сельсовета Петровской волости, проживало 213 жителей (87 мужчин, 126 женщин), насчитывалось 39 крестьянских хозяйств.
С 1929 года — населённый пункт в составе Клинского района Московской области.
Осенью 1941 года при наступлении немцев на Москву в деревне несколько дней находился передовой отряд Вермахта, до настоящего времени сохранились дома, в которых размещался штаб и наблюдательные посты.